# Кличевський район
Кличевський район — адміністративна одиниця Білорусі, Могильовська область.

## Відомі особистості
У районі народилась:
- Волочко Ганна Михайлівна (* 1960) — білоруська вчена-методист (с. Колбча).